# Grande Prêmio do Japão de 1991
Resultados do Grande Prêmio do Japão de Fórmula 1 realizado em Suzuka em 20 de outubro de 1991. Décima quinta etapa do campeonato, foi vencido pelo austríaco Gerhard Berger, que subiu ao pódio junto a Ayrton Senna numa dobradinha da McLaren-Honda, com Riccardo Patrese em terceiro lugar pela Williams-Renault. Neste dia, Ayrton Senna conquistou o tricampeonato mundial quando Nigel Mansell saiu da pista ao rodar com sua Williams após nove voltas.
Este foi o oitavo e último título mundial conquistado por um piloto brasileiro, marca vigente ainda em 2024.

## Resumo

### Mudanças à vista
Carente de recursos desde a prisão de Akira Akagi por fraude fiscal, a Leyton House demitiu Ivan Capelli substituindo-o por Karl Wendlinger numa transação onde a Mercedes-Benz trouxe apoio financeiro à equipe em troca da estreia do austríaco sendo que Capelli foi magnânimo ao viajar às suas próprias custas para ajudar a equipe na fase final do campeonato. Por outro lado a AGS não compareceu a Suzuka enquanto a Arrows anunciou o fim de seu contrato com a Porsche em favor dos motores Honda V10 preparados pela Mugen Motorsports para o campeonato de 1992 com Aguri Suzuki e Michele Alboreto dirigindo seus carros. Na mesma linha, a Minardi anunciou o uso dos motores Lamborghini V12 para o próximo certame.
Quem reapareceu foi Bertrand Gachot. Libertado pela justiça britânica em 15 de outubro de 1991, o belga fora condenado a dezoito meses de cadeia após uma briga de trânsito em Londres em 10 de dezembro de 1990 quando borrifou gás lacrimogênio no rosto de um taxista a fim de repelir uma tentativa de agressão. Substituído na Jordan por Michael Schumacher e depois por Roberto Moreno e Alessandro Zanardi, sua intenção era regressar à equipe a fim de cumprir um contrato vigente até o fim do ano, mas seus argumentos não foram acolhidos por Eddie Jordan.
A Coloni voltou às pistas com o estreante japonês Naoki Hattori enquanto Johnny Herbert reassumiu como titular da Lotus após compromissos com a Fórmula 3000 Japonesa.

### O discreto Max Mosley
Dentre os espectadores presentes no Japão estava o britânico Max Mosley em sua primeira visita a um circuito de Fórmula 1 desde sua eleição para presidente da FISA por 43 votos a 29 durante o congresso mundial da entidade no último dia 9 de outubro de 1991. Questionado sobre o duelo final entre Senna e Mansell, o dirigente disse acreditar numa corrida sem atribulações entre os dois, pois segundo Mosley "Eles são pilotos experientes, que sabem o que fazem e não precisam de conselhos de um amador como eu". Por trás do aparente desinteresse havia uma crença segundo a qual a decisão do campeonato deste ano não repetirá as cenas lamentáveis de 1989 e 1990 quando Alain Prost e Ayrton Senna recorreram a acidentes para assegurar o título nas respectivas temporadas, ademais trinta e seis das quarenta e duas combinações matemáticas possíveis no embate entre Senna e Mansell apontam para um título do brasileiro.

### Treinos oficiais
Durante os treinos oficiais a McLaren cravou os melhores tempos com Gerhard Berger à frente de Ayrton Senna com a Williams de Nigel Mansell vindo a seguir enquanto Alain Prost deixou a Ferrari na quarta posição e tal ordem definiu as primeiras filas do grid, embora o brasileiro admitisse que os bólidos de Frank Williams fossem melhores que os concebidos pelo time de Ron Dennis, daí o esforço da McLaren para largar à frente de sua grande rival. Posicionado em décimo lugar, Nelson Piquet teve que largar em último com sua Benetton graças a uma falha na junta homocinética da suspensão dianteira direita, quebrada na volta de aquecimento.

### Ayrton Senna tricampeão mundial
Ciente que os números o favoreciam, Ayrton Senna foi sincero ao definir a tática de sua equipe rumo à vitória: "O Berger vai tentar fugir na frente enquanto eu cuido do Mansell", revelou ele como se antevisse o momento da largada: nele Berger e Senna mantiveram a dobradinha enquanto Mansell acossava seu adversário na busca pelo título num ritmo sob aparente controle, mas na abertura da décima volta o "leão" chegou tão rápido à primeira curva que ao tentar frear tocou a roda traseira direita na zebra e perdeu o controle da Williams, tocou a terra, rodou e ficou preso à caixa de brita, falha atribuída aos freios. No mesmo instante Ayrton Senna passou à história ao conquistar o tricampeonato mundial de pilotos, mas não pôde saborear por muito tempo a imagem refletida em seu espelho, pois Ron Dennis o lembrou da obrigação de vencer também o mundial de construtores.
Quando Mansell abandonou a corrida, a desvantagem de Senna em relação a Berger era de doze segundos, resultado do ritmo forte que o austríaco imprimiu para manter a liderança, contudo o desgaste de pneus o fez reduzir seu ritmo permitindo a ultrapassagem de Senna na décima oitava volta. Em razão disso Berger fez seu pit stop no giro seguinte, manobra repetida por Senna na volta vinte e um, resultando numa fugaz ascensão de Patrese à liderança. Na instante em que os bólidos da McLaren voltaram à pista o primeiro lugar estava nas mãos de Senna com uma vantagem cômoda em relação a Berger enquanto Patrese e Prost vinham a seguir numa configuração quase imutável não fosse a interferência de Ron Dennis: via rádio, o chefão da McLaren determinou a inversão de posições como forma de retribuir todo o empenho e o auxílio de Berger durante a temporada e após certa relutância de Ayrton Senna, o brasileiro cedeu e na última volta permitiu a ultrapassagem de seu companheiro de equipe e assim Gerhard Berger venceu pela primeira vez guiando uma McLaren com Ayrton Senna em segundo e Riccardo Patrese em terceiro, posição que manteve a Williams na disputa pelo mundial de construtores. Completaram a zona de pontuação os seguintes pilotos: Alain Prost (Ferrari), Martin Brundle (marcando os últimos pontos na história da Brabham) e Stefano Modena (Tyrrell).
Anos mais tarde veio a público a versão de Gerhard Berger sobre a vitória inesperada no Circuito de Suzuka: segundo ele seu carro teve problemas de escapamento e por isso seu ritmo diminuiu. Conformado, o austríaco pensou que Ayrton Senna o deixara vencer por falta de combustível e, sem tempo para reagir, venceu a prova sem saber do combinado entre Dennis e o brasileiro. Magoado por este "gesto desnecessário", Berger preferia que a ultrapassagem tivesse ocorrido dez voltas antes e assim o vencedor fosse definido no calor da disputa. "Eu não agradeci e ele não explicou quais foram suas razões para ter feito o que fez. Apesar de tudo, nossa amizade não foi prejudicada", disse ele em seu livro Na reta de chegada.
Encerrada a prova um detalhe passou despercebido: tão logo houve o abandono de Nigel Mansell o público vivenciou algo inédito na história da Fórmula 1: três tricampeões mundiais (Nelson Piquet, Alain Prost e Ayrton Senna) disputando uma mesma corrida, algo tão raro que durou apenas 44 voltas! Como imagem final da temporada, o "leão" (curiosamente tri-vice-campeão mundial) deixou os boxes da Williams e parabenizou Ayrton Senna pelo título assim que este desceu do carro, antes mesmo que o piloto brasileiro tirasse o capacete. Por fim, graças a demissão sumária de Alain Prost antes do Grande Prêmio da Austrália, a etapa japonesa foi a última onde os membros deste quarteto disputaram juntos o mesmo grande prêmio, cena comum desde o ano de 1984.

## Classificação da prova

### Pré-classificação
| Pos. | Nº | Piloto            | Construtor     | Tempo    | Dif.     |
| ---- | -- | ----------------- | -------------- | -------- | -------- |
| 1    | 7  | Martin Brundle    | Brabham-Yamaha | 1:41.289 | —        |
| 2    | 10 | Alex Caffi        | Footwork-Ford  | 1:42.382 | + 1.093  |
| 3    | 9  | Michele Alboreto  | Footwork-Ford  | 1:42.479 | + 1.190  |
| 4    | 14 | Gabriele Tarquini | Fondmetal-Ford | 1:43.025 | + 1.736  |
| 5    | 8  | Mark Blundell     | Brabham-Yamaha | 1:44.025 | + 2.736  |
| 6    | 31 | Naoki Hattori     | Coloni-Ford    | 2:00.035 | + 18.746 |

### Treinos
| Pos.    | Nº | Piloto             | Construtor         | Q1       | Q2       | Dif.       |
| ------- | -- | ------------------ | ------------------ | -------- | -------- | ---------- |
| 1       | 2  | Gerhard Berger     | McLaren-Honda      | 1:36.458 | 1:34.700 | —          |
| 2       | 1  | Ayrton Senna       | McLaren-Honda      | 1:36.490 | 1:34.898 | + 0.198    |
| 3       | 5  | Nigel Mansell      | Williams-Renault   | 1:36.529 | 1:34.922 | + 0.222    |
| 4       | 27 | Alain Prost        | Ferrari            | 1:37.565 | 1:36.670 | + 1.970    |
| 5       | 6  | Riccardo Patrese   | Williams-Renault   | 1:37.874 | 1:36.882 | + 2.182    |
| 6       | 28 | Jean Alesi         | Ferrari            | 1:37.718 | 1:37.140 | + 2.740    |
| 7       | 23 | Pierluigi Martini  | Minardi-Ferrari    | 1:40.176 | 1:38.154 | + 3.454    |
| 8       | 24 | Gianni Morbidelli  | Minardi-Ferrari    | 1:41.088 | 1:38.248 | + 3.548    |
| 9       | 19 | Michael Schumacher | Benetton-Ford      | 1:39.742 | 1:38.363 | + 3.663    |
| 10      | 20 | Nelson Piquet      | Benetton-Ford      | 1:40.557 | 1:38.614 | + 3.914    |
| 11      | 33 | Andrea de Cesaris  | Jordan-Ford        | 1:40.407 | 1:38.842 | + 4.142    |
| 12      | 22 | J. J. Lehto        | Dallara-Judd       | 1:40.191 | 1:38.911 | + 4.211    |
| 13      | 32 | Alessandro Zanardi | Jordan-Ford        | 1:39.051 | 1:38.923 | + 4.223    |
| 14      | 4  | Stefano Modena     | Tyrrell-Honda      | 1:39.245 | 1:38.926 | + 4.226    |
| 15      | 3  | Satoru Nakajima    | Tyrrell-Honda      | 1:40.100 | 1:39.118 | + 4.418    |
| 16      | 21 | Emanuele Pirro     | Dallara-Judd       | 1:41.246 | 1:39.238 | + 4.538    |
| 17      | 25 | Thierry Boutsen    | Ligier-Lamborghini | 1:39.946 | 1:39.499 | + 4.799    |
| 18      | 15 | Maurício Gugelmin  | Leyton House-Ilmor | 1:40.714 | 1:39.518 | + 4.818    |
| 19      | 7  | Martin Brundle     | Brabham-Yamaha     | 1:40.867 | 1:39.697 | + 4.997    |
| 20      | 26 | Erik Comas         | Ligier-Lamborghini | 1:41.251 | 1:39.820 | + 5.120    |
| 21      | 11 | Mika Häkkinen      | Lotus-Judd         | 1:41.485 | 1:40.024 | + 5.324    |
| 22      | 16 | Karl Wendlinger    | Leyton House-Ilmor | 1:41.639 | 1:40.092 | + 5.392    |
| 23      | 12 | Johnny Herbert     | Lotus-Judd         | 1:40.512 | 1:40.170 | + 5.470    |
| 24      | 14 | Gabriele Tarquini  | Fondmetal-Ford     | 1:42.835 | 1:40.184 | + 5.484    |
| 25      | 30 | Aguri Suzuki       | Lola-Ford          | 1:41.528 | 1:40.255 | + 5.555    |
| 26      | 10 | Alex Caffi         | Footwork-Ford      | 1:40.517 | 1:40.402 | + 5.702    |
| 27      | 9  | Michele Alboreto   | Footwork-Ford      | 1:41.536 | 1:40.844 | + 6.144    |
| 28      | 34 | Nicola Larini      | Lambo-Lamborghini  | 1:43.057 | 1:42.492 | + 7.792    |
| 29      | 35 | Eric van de Poele  | Lambo-Lamborghini  | 1:46.641 | 1:42.724 | + 8.024    |
| 30      | 29 | Eric Bernard       | Lola-Ford          | s/ tempo | s/ tempo | [ nota 2 ] |
| Fontes: |    |                    |                    |          |          |            |

### Corrida
| Pos.    | Nº | Piloto             | Construtor         | Voltas              | Tempo/Diferença     | Grid                | Pontos              |
| ------- | -- | ------------------ | ------------------ | ------------------- | ------------------- | ------------------- | ------------------- |
| 1       | 2  | Gerhard Berger     | McLaren-Honda      | 53                  | 1:32'10.695         | 1                   | 10                  |
| 2       | 1  | Ayrton Senna       | McLaren-Honda      | 53                  | + 0.344             | 2                   | 6                   |
| 3       | 6  | Riccardo Patrese   | Williams-Renault   | 53                  | + 56.731            | 5                   | 4                   |
| 4       | 27 | Alain Prost        | Ferrari            | 53                  | + 1'20.761          | 4                   | 3                   |
| 5       | 7  | Martin Brundle     | Brabham-Yamaha     | 52                  | + 1 volta           | 19                  | 2                   |
| 6       | 4  | Stefano Modena     | Tyrrell-Honda      | 52                  | + 1 volta           | 14                  | 1                   |
| 7       | 20 | Nelson Piquet      | Benetton-Ford      | 52                  | + 1 volta           | 10                  |                     |
| 8       | 15 | Maurício Gugelmin  | Leyton House-Ilmor | 52                  | + 1 volta           | 18                  |                     |
| 9       | 25 | Thierry Boutsen    | Ligier-Lamborghini | 52                  | + 1 volta           | 17                  |                     |
| 10      | 10 | Alex Caffi         | Footwork-Ford      | 51                  | + 2 voltas          | 26                  |                     |
| 11      | 14 | Gabriele Tarquini  | Fondmetal-Ford     | 50                  | + 3 voltas          | 24                  |                     |
| Ret     | 26 | Erik Comas         | Ligier-Lamborghini | 41                  | Alternador          | 20                  |                     |
| Ret     | 23 | Pierluigi Martini  | Minardi-Ferrari    | 39                  | Pane elétrica       | 7                   |                     |
| Ret     | 19 | Michael Schumacher | Benetton-Ford      | 34                  | Motor               | 9                   |                     |
| Ret     | 12 | Johnny Herbert     | Lotus-Judd         | 31                  | Motor               | 23                  |                     |
| Ret     | 3  | Satoru Nakajima    | Tyrrell-Honda      | 30                  | Rodou               | 15                  |                     |
| Ret     | 30 | Aguri Suzuki       | Lola-Ford          | 26                  | Motor               | 25                  |                     |
| Ret     | 24 | Gianni Morbidelli  | Minardi-Ferrari    | 15                  | Roda                | 8                   |                     |
| Ret     | 5  | Nigel Mansell      | Williams-Renault   | 9                   | Rodou               | 3                   |                     |
| Ret     | 32 | Alessandro Zanardi | Jordan-Ford        | 7                   | Câmbio              | 13                  |                     |
| Ret     | 11 | Mika Häkkinen      | Lotus-Judd         | 4                   | Motor               | 21                  |                     |
| Ret     | 33 | Andrea de Cesaris  | Jordan-Ford        | 1                   | Colisão             | 11                  |                     |
| Ret     | 22 | J. J. Lehto        | Dallara-Judd       | 1                   | Colisão             | 12                  |                     |
| Ret     | 21 | Emanuele Pirro     | Dallara-Judd       | 1                   | Colisão             | 16                  |                     |
| Ret     | 16 | Karl Wendlinger    | Leyton House-Ilmor | 1                   | Colisão             | 22                  |                     |
| Ret     | 28 | Jean Alesi         | Ferrari            | 0                   | Motor               | 6                   |                     |
| DNQ     | 9  | Michele Alboreto   | Footwork-Ford      | Não qualificado     | Não qualificado     | Não qualificado     | Não qualificado     |
| DNQ     | 34 | Nicola Larini      | Lambo-Lamborghini  | Não qualificado     | Não qualificado     | Não qualificado     | Não qualificado     |
| DNQ     | 35 | Eric van de Poele  | Lambo-Lamborghini  | Não qualificado     | Não qualificado     | Não qualificado     | Não qualificado     |
| DNQ     | 29 | Eric Bernard       | Lola-Ford          | [ nota 2 ]          | [ nota 2 ]          | [ nota 2 ]          | [ nota 2 ]          |
| DNPQ    | 8  | Mark Blundell      | Brabham-Yamaha     | Não pré-qualificado | Não pré-qualificado | Não pré-qualificado | Não pré-qualificado |
| DNPQ    | 31 | Naoki Hattori      | Coloni-Ford        | Não pré-qualificado | Não pré-qualificado | Não pré-qualificado | Não pré-qualificado |
| Fontes: |    |                    |                    |                     |                     |                     |                     |

## Tabela do campeonato após a corrida
| Pos..   | Pilotos          | Pontos |
| ------- | ---------------- | ------ |
| 1       | Ayrton Senna     | 91     |
| 2       | Nigel Mansell    | 69     |
| 3       | Riccardo Patrese | 52     |
| 4       | Gerhard Berger   | 41     |
| 5       | Alain Prost      | 34     |
| Fontes: |                  |        |

| Pos..   | Construtor       | Pontos |
| ------- | ---------------- | ------ |
| 1       | McLaren-Honda    | 132    |
| 2       | Williams-Renault | 121    |
| 3       | Ferrari          | 55     |
| 4       | Benetton-Ford    | 37     |
| 5       | Jordan-Ford      | 13     |
| Fontes: |                  |        |

- Nota: Somente as primeiras cinco posições estão listadas e o campeão mundial de pilotos surge grafado em negrito.